# Martin Bladen
Le colonel Martin Bladen (1680-1746) est un homme politique britannique qui siège à la Chambre des communes irlandaise de 1713 à 1727 et à la Chambre des communes britannique de 1715 à 1746. Il est commissaire à la Chambre de commerce et des plantations, conseiller privé en Irlande et contrôleur de la Monnaie. 

## Famille
Il est né en 1680 dans le Yorkshire et est le fils de Nathaniel Bladen (en)  et d'Isabelle Fairfax . Son père est avocat et délégué de Thomas Osborne (1er duc de Leeds) (Lord Danby), sa mère est la fille de Sir William Fairfax (soldat) (en) de Steeton et est liée à Lord Fairfax. Le frère aîné de Martin, William Bladen (en), est procureur général du Maryland et brièvement secrétaire de cette province. Son neveu, Thomas Bladen (en), est gouverneur du Maryland dans les années 1740. La sœur de Martin, Elizabeth, est la mère de l'amiral Edward Hawke. Il est tuteur de l'amiral Hawke et soutient son avancement professionnel dans la marine.

## Carrière militaire
Après une formation initiale dans le Yorkshire, Martin étudie à la Westminster School où il est boursier de la Queen's College au St Peter's College, puis au St John's College de Cambridge . Il est admis au Inner temple en 1698  mais ne poursuit pas dans la carrière juridique. Il rejoint l'armée en décembre 1697 en tant qu'enseigne du capitaine Jos. Fletcher  dans le régiment de fantassins du brigadier-général Thomas Fairfax, son oncle. Après une affectation initiale en Irlande, son régiment est déployé en Espagne, à Gibraltar et au Portugal au service de Marlborough . Quand le comte de Galway, Henri de Massué de Ruvigny, le nouveau généralissime de l'armée britannique, arrive, il prend Bladen comme aide de camp . Il est nommé colonel en 1709, mais dans l'année qui suit, il vend sa place et se retire de l'armée. 

## Carrière politique
Il commence sa carrière politique 1713, en étant élu député de Kinsale à Cork, en Irlande, mais est battu à Saltash en Cornouailles. En 1715, il remporte un autre siège irlandais à Bandon  mais perdit à nouveau à Saltash. Il réussit à obtenir un siège à Stockbridge dans le Hampshire. Il est député de Maldon dans l'Essex en 1734 et de Portsmouth en 1741 . 
En 1714, il obtient un poste de contrôleur de la Monnaie royale alors qu'Isaac Newton est à la tête de cette organisation . Martin quitte la Monnaie après la mort de Newton de nombreuses années plus tard. Ce poste n’est pas à temps plein et permet à Martin d’exercer d’autres fonctions. En 1715 (après avoir décliné l’offre de Sir Robert Walpole d’être envoyé en Suisse), il accepte un poste en Irlande en tant que secrétaire en chef de son ancien commandant militaire, le comte de Galway, qui partage le poste avec Charles FitzRoy (2e duc de Grafton). Bladen partage son poste là-bas avec Charles Delafaye. En 1715, il est nommé conseiller privé en Irlande. 
En 1717, il se voit proposer un poste d'envoyé extraordinaire en Espagne en remplacement de M. Brett, mais le refuse. Au lieu de cela, on lui propose et il accepte un poste à la Chambre de commerce et des plantations et assiste à sa première réunion le 19 juillet 1717 en tant que commissaire . Bladen est un homme politique whig qui soutient constamment Robert Walpole tout au long de son mandat. En 1719, Bladen et Daniel Pulteney sont nommés par les lords juges pour aller à la Cour de France  afin de négocier diverses questions en suspens découlant du traité d'Utrecht en 1713, telles que la limitation des plantations en Amérique et la perte de la Compagnie de la Baie d'Hudson. Lors de sa visite, il rencontre Louis XV, 9 ans, son régent Philippe II, duc d'Orléans, Victor Marie d'Estrées, duc d'Estrées et le cardinal Guillaume Dubois, lorsqu'il apprend que les Français se sont emparés de l'île. de Sainte-Lucie . Bladen soulève immédiatement la question avec ses hôtes, qui semblent au début ignorants de la nouvelle . 
En 1721, Bladen produit un long rapport  sur le statut des colonies en Amérique, à l'instar du rapport de William Blathwayt de 1701  qui demande la révocation de chartes propriétaires, et suggère d'unifier le gouvernement sous une seule figure de proue militaire, un capitaine général, et suggère New York comme une base géographique appropriée - une idée suggérée par William Penn dans son "Plan of Union" de 1697. Bladen est convaincu que les revenus de ses colonies renforcent considérablement le pouvoir de la Grande-Bretagne et sa capacité à commercer favorablement avec d'autres pays. Pour des raisons économiques, il est donc essentiel que les colonies servent la métropole et l'apparition d'une Grande-Bretagne unifiée avec ses colonies. dissuaderait les autres puissances coloniales européennes de tenter d'empiéter. Un rapport final sur les colonies britanniques en Amérique est produit en 1739, intitulé "Raisons de la nomination d'un capitaine général du continent américain", d'un ton plus conciliant que les précédents, où la préservation du commerce avec les colonies américaines est considérée comme plus importante que leur soumission . 
L'influence de Bladen au sein de la chambre de commerce continue de croître tout au long des années 1730 et il assiste à une conférence à Anvers  pour négocier les tarifs. En 1730, il est également présent à la réunion de la Chambre de commerce lorsque sept chefs indiens de la nation Cherokee sont présents pour ratifier le Traité d'amitié entre les Cherokees britanniques de 1730 . Il joue également un rôle déterminant dans la nomination de son neveu, Thomas Bladen, futur gouverneur du Maryland, au Parlement, et les deux députés ont systématiquement voté de la même manière sur les mêmes questions. 

## Mariage et enfants
Martin épouse Mary Gibbs vers 1699. Elle est la fille du colonel John Gibbs, ancien gouverneur de Caroline du Nord  et de sa mère, Elizabeth Pride, descendante et héritière de George Monck . Martin et Mary Bladen ont une fille, Isabella, qui épouse John Tinker. Tinker et Isabella ont deux fils. Martin est le beau-frère de Nathaniel Rice (en), secrétaire du Conseil royal de Caroline du Nord et gouverneur suppléant à deux reprises. Après la mort de Mary en 1724, Martin se marie en 1727/8 avec Frances Foche / Jory, héritière du colonel Joseph Jory, agent de Nevis et propriétaire d'une plantation et de plusieurs propriétés. Frances hérite d'Aldborough Hatch, à Barking, dans l'Essex, sur lequel Bladen construit une nouvelle maison où vit le couple. Frances a plusieurs enfants de son précédent mariage avec John Foche, mais tous sont morts au cours de sa vie. À la fin de sa vie, Martin est juge de paix et est en grande partie responsable de la poursuite et l'exécution de Dick Turpin. La résidence de ville de Martin est un bâtiment géorgien situé au sud de Hanover Square. Il est également propriétaire du domaine Barmoor, dans le Northumberland, et loue le manoir prébendaire de Ketton, à Rutland. Son testament fait référence à une famille de Porter qui l'a précédé dans la plupart des cas et qui est peut-être liée au sang, mais leur lignée s'est éteinte dans les années 1750. Martin est décédé en février 1746 . 

### Poésie, écrits et traductions
Bladen traduit du latin en 1704 les Commentaires de Jules César sur ses guerres en Gaule et sa guerre civile avec Pompée ainsi que le supplément d'Aulus Hirtius ou Oppius des guerres d'Alexandrie, d'Afrique et d'Espagne avec la vie de l'auteur. Il dédie ce travail au duc de Marlborough. Il écrit également "L'histoire de la dernière guerre en Espagne: de 1702 à 1710. La conduite du ministère britannique, des alliés et des généraux de ce service est pleinement défendue ». Il a également produit d'autres œuvres de poésie. 